# Operação Estrela Polar
 A Operação Estrela Polar, também chamada Operação Poliarnaia Zvezda (em russo: Операция Полярная звезда, transl. Operatsia Poliarnaia Zvezda), foi uma operação militar conduzida pelas frentes soviéticas de Leningrado, Volkhov e Noroeste, em fevereiro e março de 1943, como parte do teatro oriental da Segunda Guerra Mundial e tendo como opositor o Grupo de Exércitos Norte da Alemanha Nazista.
A operação foi planejada por Gueorgui Júkov na sequência da bem sucedida Operação Iskra, e previu dois confrontos separados buscando cortar o saliente de Demiansk e cercar as forças alemãs. Uma era para ser realizada no norte pelas frentes de Leningrado e Volkhov, perto de Mga, e a outra foi planejada para ser conduzida para o sul, pela Frente Noroeste, perto de Demiansk.
A operação conseguiu recapturar o saliente de Demiansk, mas não conseguiu cercar as forças alemãs. A parte norte da operação falhou, sem ganhar muito terreno. Com as batalhas no sul perto de Carcóvia e, mais tarde, em Kursk, usando reforços para ambos os lados, a linha de frente perto de Leningrado se estabilizou até julho de 1943.

## Batalha
A evacuação bem sucedida dos alemães do saliente de Demiansk, antes da batalha, encurtou a linha de frente e possibilitou aos alemães construir várias novas linhas de defesa capazes de trazer a eventual ofensiva soviética a um impasse. Embora ao longo de março Júkov tenha feito várias tentativas para revigorar a ofensiva, logo ficou claro que suas frentes estavam exaustas demais para avançar ainda mais. O degelo da primavera marcou o fim de grandes batalhas na Frente Oriental, até julho. As defesas do Grupo de Exércitos Norte foram depois quebradas em janeiro de 1944, durante a Ofensiva de Leningrado-Novgorod.
O relativo fracasso da operação, em comparação com os sucessos soviéticos na Batalha de Stalingrado e Operação Bagration, fez com que ela fosse pouco mencionada por historiadores após a guerra. Nem mesmo as memórias de Júkov e de Meretskov fazem menção à operação ou a confrontos específicos na área após o dia 18 de janeiro, o dia em que o bloqueio de Leningrado finalmente terminou. As memórias de Júkov incluem apenas uma pequena menção sobre a recaptura do saliente de Demiansk, sem qualquer palavra sobre o seu papel na operação, preferindo se concentrar na Batalha de Kursk.
O Grupo de Exércitos Norte, apesar de manter sua posição, ficou em má situação. Com outras frentes ameaçadas e se tornando prioridade, e com o fim da Guerra de Continuação ao norte de Leningrado, o Grupo de Exércitos Norte ficou cada vez mais isolado e com suas forças espalhadas. O fim do bloqueio de Leningrado, além disso, aumentou a força de forças soviéticas anteriormente isoladas. A força do Grupo de Exércitos Norte continuaria a diminuir ao longo de 1943, enquanto as forças soviéticas adversárias cresciam em força. A crescente disparidade de forças acabou por permitir que novas ofensas quebrassem a linha alemã em 1944.